# Kära släkten

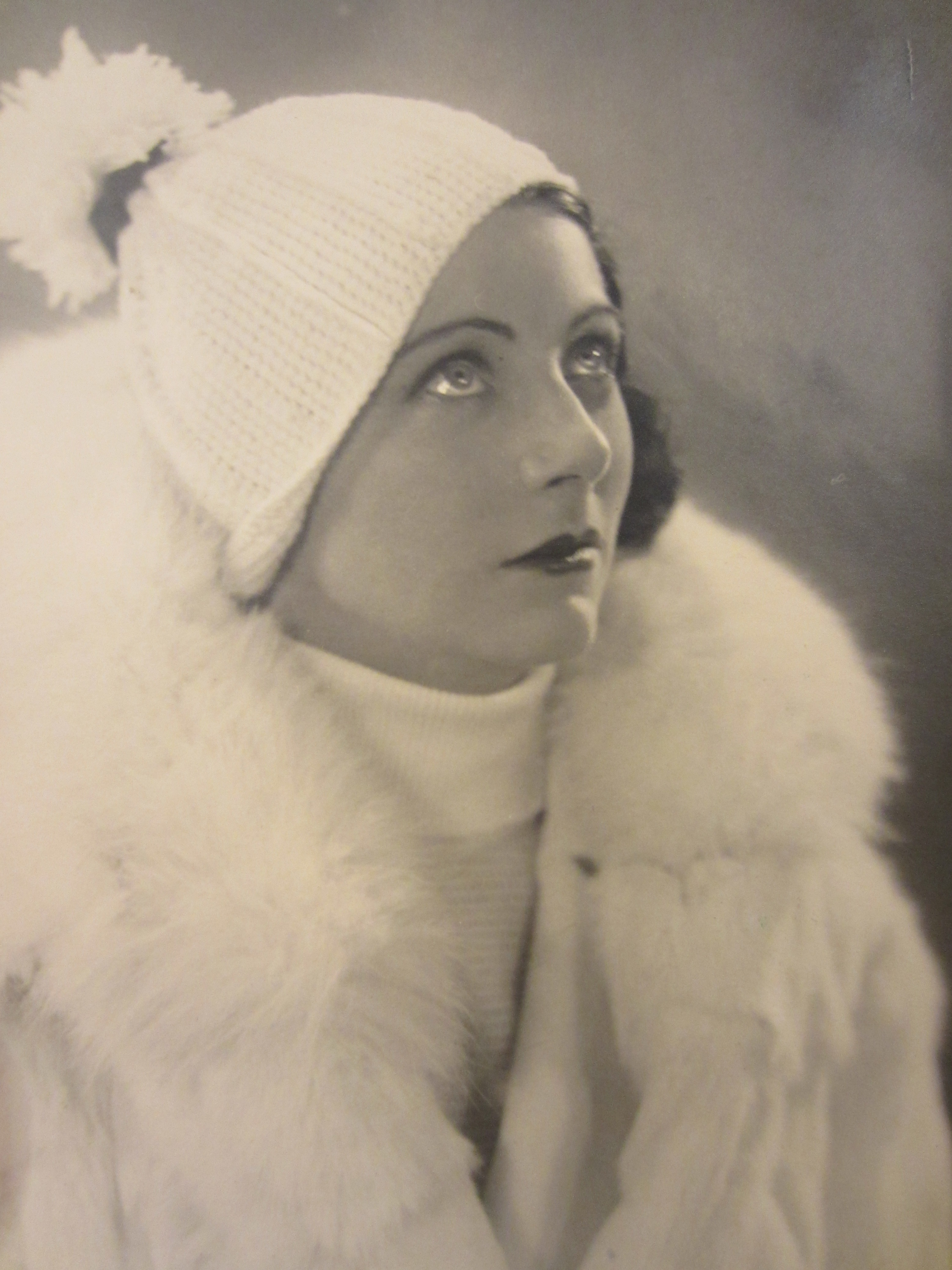
Dora Söderberg spelade Tyra i Kära släkten från 1933 i regi av Gustaf Molander. Foto av Louis Huch från Rolf Carlstens samling.

Kära släkten är en svensk komedifilm från 1933 i regi av Gustaf Molander. Filmen är baserad på pjäsen Den kære Familie från 1892 av Gustav Esmann. I huvudrollerna ses Gösta Ekman och Tutta Rolf.

## Handling
Filmen handlar om en viss grosshandlare Friis som har tre döttrar, varav två är gifta med högt uppsatta män. Ekonomiskt har dock inte hans dotter Lillis man Clas det så bra. Hans gods Clasberga slott är intecknat och inteckningarna börjar förfalla. Till sist blir det auktion av det hela. För att få ihop pengar försöker Clas och Lilli starta nattklubb.

## Om filmen
Filmen hade Sverigepremiär i Gävle den 23 oktober 1933. Den har visats på SVT ett flertal gånger.

## Rollista i urval
- Gösta Ekman – friherre Clas af Leijonstam
- Tutta Rolf Berntzen – Lilli, hans fru
- Carl Barcklind – grosshandlare Friis
- Thor Modéen – generalkonsul Filip Randal
- Edvin Adolphson – direktör Ludwig
- Dora Carlsten – Tyra, Filips fru, Lillis syster
- Sickan Carlsson – Marianne, Lillis yngsta syster
- Georg Rydeberg – Erik "Kirre" Cronskiöld, greve
- Åke Jensen – löjtnant Valdemar "Valle" Nyström, grosshandlare Friis systerson
- Ruth Stevens – Sally, greve Cronskiölds älskarinna
- Eric Abrahamsson – Karlsson, vaktmästare
- Arvid Petersén – Månsson, förvaltare

## Musik i filmen
- Dina blåa ögon lovar mer..., kompositör Jules Sylvain, text Gösta Stevens.
- När tvenne hjärtan slå samma slag, kompositör Jules Sylvain, text Gösta Stevens, sång Tutta Rolf.[1]

## DVD
Filmen gavs ut på DVD 2017.